# 11-es villamos (Budapest, 1950–1981)
A budapesti 11-es jelzésű villamos a Margit híd, budai hídfő és a Bécsi út között közlekedett. A vonalat a Budapesti Közlekedési Vállalat üzemeltette.

## Története
1906 februárjában indult – akkor még jelöletlenül – az óbudai Fő tértől a Margit hídon átkelve a Váci körút – Kiskörút útvonalon érte el a Kálvin teret, majd innen a Lónyay utca – Boráros tér – Közvágóhíd útvonalon érte el a Gubacsi úti Sertésvágóhidat. 1915-ben útvonala módosult: végállomásának a Közvágóhidat jelölték ki és a Mester utca – Lónyay utca – Múzeum körút – Károly körút – Vilmos császár út – Margit híd – Lajos utca – Fő tér – Vörösvári út – Bécsi út – Margit híd – Vilmos császár út – Károly körút – Múzeum körút – Lónyay utca – Mester utca útvonalon közlekedett. 1918-tól 1919 novemberéig az 1906. évi útvonalán közlekedett, viszont csak a Közvágóhídig.
1920-ban belső végállomása a Boráros téren volt, 1921-től pedig a Zsigmond téren. 1924. december 18-ától a Közvágóhíd – Kálvin tér – Nyugati pályaudvar – Margit híd – Lánchíd útvonalon járt. 1926. július 12-én útvonala módosult: a Nyugati pályaudvarig változatlan volt az útvonala, innen azonban Újpestig közlekedett. Ez az állapot még 9 évig, 1935. július 11-ig tartott, ekkor azonban Újpest helyett ismét a Margit híd felé haladt és a Török utcánál végállomásozott. 1941. június 16-án útvonalát az óbudai Fő térig hosszabbították. 1944 szeptemberétől a légitámadások miatt szinte naponta módosult az útvonala, majd november 4-én megszűnt.
1945. július 10-én újraindult a Kálvin tér és a Nyugati pályaudvar között. A hónap második felében már az Eskü térig járt, azonban 1946 januárjában megszűnt. Október 14-én a Móricz Zsigmond körtér és a Zsigmond tér között indították újra, viszont néhány nappal később a 9-es villamossal való párhuzamosság miatt útvonalát módosították: a Bartók Béla út – Szent Gellért rakpart – Krisztina körút – Széll Kálmán tér – Mártírok útja (ma: Margit körút) – Bécsi út – Bokor utca útvonalon a Nagyszombat utcai hurokvágányig közlekedett. 1948. október 17-étől csak a Móricz Zsigmond körtér és a Széll Kálmán tér között járt, majd 1950. március 31-én megszüntették.
1950. június 7-én a Knur Pálné (ma Pacsirtamező) utcai vonalszakasz forgalomba helyezésével és a Lajos utcai pálya megszüntetésével átalakult Óbuda villamoshálózata: újraindult a 11-es a Margit híd, budai hídfőtől a Bécsi út és a Vörösvári út kereszteződéséig a Kunfi Zsigmond utca – Nagyszombat utca – Knur Pálné utca – Vörösvári út útvonalon. 1976. szeptember 1-jétől éjszaka is közlekedett (szintén 11-es jelzéssel)  a Margit híd és a Bécsi út között. 1981. január 18-án a Flórián tér, az 1-es villamos valamint a kapcsolódó úthálózat 1984-ig tartó építési munkálatai miatt a 11-es villamost megszüntették.

## Megállóhelyei
| 0  | Bécsi út végállomás                | 15 | 33 18, 37, 60, 60A, 118, 137 Helyközi buszok                             |
| 1  | Körte utca                         | 14 | 33 18, 37, 60, 60A, 118, 137                                             |
| 2  | Szőlő utca (↓) Vihar utca (↑)      | 13 | 33 18, 37, 118, 137                                                      |
| 3  | Flórián tér                        | 12 | 33 6, 18, 37, 86, 118, 137                                               |
| 6  | Tímár utca                         | 9  | 6, 84, 86                                                                |
| 8  | Nagyszombat utca                   | 7  | 17 60, 60A                                                               |
| 9  | Kolosy tér                         | 6  | Szentendrei HÉV 17 6, 6, 29, 60, 60A, 65, 65A, 84, 86, 86, 165           |
| 11 | Zsigmond tér                       | 4  | 17 6, 60, 60A, 84, 86                                                    |
| 12 | Kavics utca                        | 3  | 17                                                                       |
| 13 | Lukács fürdő                       | 2  | 17                                                                       |
| 15 | Margit híd, budai hídfő végállomás | 0  | Szentendrei HÉV 4, 6, 17 6, 6, 12, 12A, 26, 60, 60A, 84, 86, 86, 91, 191 |